# Langstaartrupsvogel
De langstaartrupsvogel (Coracina longicauda) is een vogel uit de familie van de rupsvogels. Het is een endemische vogel van Nieuw-Guinea.

## Kenmerken
De langstaartrupsvogel is 33 cm lang. Het is een forse rupsvogel met een lange staart. Op de rug, buik en borst is de vogel betrekkelijk licht gekleurd, waar de meeste rupsvogels donkerder grijs zijn.Het vrouwtje heeft een contrasterend zwart "gezicht"en bij het mannetje is niet alleen het gezicht maar ook de bovenkant van de kop en de borst zwart gekleurd. Ook de staart en de vleugels zijn zwart.

## Verspreiding en leefgebied
De langstaartrupsvogel is een vogel van montaan nevelwoud. De vogel komt voor door het hele centrale bergland van Nieuw-Guinea en het bergland op het Huonschiereiland in de province Morobe van Papoea-Nieuw-Guinea op een hoogte tussen 1800 en 3600 m boven de zeespiegel.

## Status
De langstaartrupsvogel heeft een groot verspreidingsgebied en daardoor is de kans op uitsterven gering. De grootte van de populatie is niet gekwantificeerd. Meestal is de vogel schaars, maar plaatselijk kan hij algemeen voorkomen. Er is geen aanleiding te veronderstellen dat de soort in aantal achteruit gaat. Om deze redenen staat deze rupsvogel als niet bedreigd op de Rode Lijst van de IUCN.